# اچ‌ام‌اس اسمیلاکس (کی۲۸۰)
اچ‌ام‌اس اسمیلاکس (کی۲۸۰) (به انگلیسی: HMS Smilax (K280)) یک کشتی بود که طول آن ۲۰۵ فوت (۶۲ متر) بود. این کشتی در سال ۱۹۴۲ ساخته شد.